# Somers Town
Somers Town är en engelsk film från 2008 av Shane Meadows med Thomas Turgoose, Piotr Jagiello, Kate Dickie, Perry Benson, och Elisa Lasowski. Filmen är mestadels i svartvitt.

## Handling
Den handlar om två tonårspojkar, Marek från Polen och Tomo från Nottingham som råkar träffas i London och blir vänner. Tomo hade ingenting att göra i Nottingham och Marek är ensam om dagarna när hans pappa arbetar. Deras vänskap sätts dock på prov när båda blir förälskade i samma flicka.

## Rollista
| Thomas Turgoose | – Tomo    |
| Ireneusz Czop   | – Mariusz |
| Piotr Jagiello  | – Marek   |
| Perry Benson    | – Graham  |
| Elisa Lasowski  | – Maria   |
| Kate Dickie     | – Jane    |